# Cerbăl
Cerbăl è un comune della Romania di 557 abitanti, ubicato nel distretto di Hunedoara, nella regione storica della Transilvania.
Il comune è formato dall'unione di 8 villaggi: Arănieș, Cerbăl, Feregi, Merișoru de Munte, Poienița Tomii, Poiana Răchițelii, Socet, Ulm.